# Sauver l’amour (piosenka)
”Sauver l’amour” to piosenka francuskiego piosenkarza Daniela Balavoine’a nagrana w 1985 roku. Jest to drugi utwór z jego ósmego i ostatniego albumu o takim samym tytule, wydanego po śmierci artysty w marcu 1986 roku.

## Muzyka i słowa
Muzyka i tekst utworu zostały napisane przez Daniela Balavoine’a. Słowa opowiadają o nieszczęściu i wojnie, z jakimi borykają się kraje Trzeciego Świata – w czasie, gdy Balavoine komponował piosenkę, w Etiopii panowała epidemia głodu, a w Iranie i Iraku – konflikt zbrojny. Teledysk do piosenki zawiera nawiązujące do tych wydarzeń ujęcia.
Utwór pojawia się także na składankach Sans frontières (2005), która zawiera największe hity artysty (album ten zawiera także remiks) i na Les 50 plus belles chansons (2008).

## Listy przebojów i covery
We Francji singiel trafił na pozycję 16. na liście SNEP 16 kwietnia 1986 r. i wspiął się na pozycję 5. siedem tygodni później. Łącznie pojawiał się na liście przebojów przez 18 tygodni. Z około 360 000 sprzedanych egzemplarzy, utwór jest obecnie 941. najlepiej sprzedającym się singlem wszech czasów we Francji.
Cover „Sauver l’amour” został nagrany w 2005 przez uczestników 5. edycji Star Academy na albumie Chante Daniel Balavoine i przez Valérie Dall'Anese. Część członków zespołu Les Enfoirés również wykonała cover, który trafił na album Le Zénith des Enfoirés (1997).

## Lista utworów
| Strona | Tytuł          | Długość |
| ------ | -------------- | ------- |
| A      | Sauver l’amour | 4:15    |
| B      | Petite Angèle  | 4:48    |

## Pozycje na listach przebojów
| Rok  | Lista                     | Najwyższa pozycja |
| ---- | ------------------------- | ----------------- |
| 1986 | French SNEP Singles Chart | 5                 |